# Léon Provancher
Léon Abel Provancher (10 de marzo de 1820, parroquia de Bécancour, Nicolet County, Quebec - Cap-Rouge, Quebec, 23 de marzo de 1892) fue un sacerdote católico, naturalista canadiense. Estudió en el "Colegio y Seminario Nicolet", siendo ordenado el 12 de septiembre de 1844.

## Vida
Fue organizador de dos peregrinajes a Jerusalén, uno de los cuales condujo en persona. En 1865 se estableció en la parroquia de Portneuf una confraternidad de la "tercera orden de San Francisco", probablemente la primera de esa clase en Canadá.
Cuando podía prescindir de sus funciones pastorales, se dedicaba al estudio y la descripción de la fauna y la flora de Canadá, y su trabajo pionero ganó para él la denominación de "padre de la historia natural de Canadá".
En 1868, fundó el Naturaliste Canadien, una publicación mensual que editó por veinte años, y desde 1869 hasta su muerte fue contratado casi exclusivamente en trabajos científicos. Esa publicación se editó hasta 2005.

## Algunas publicaciones

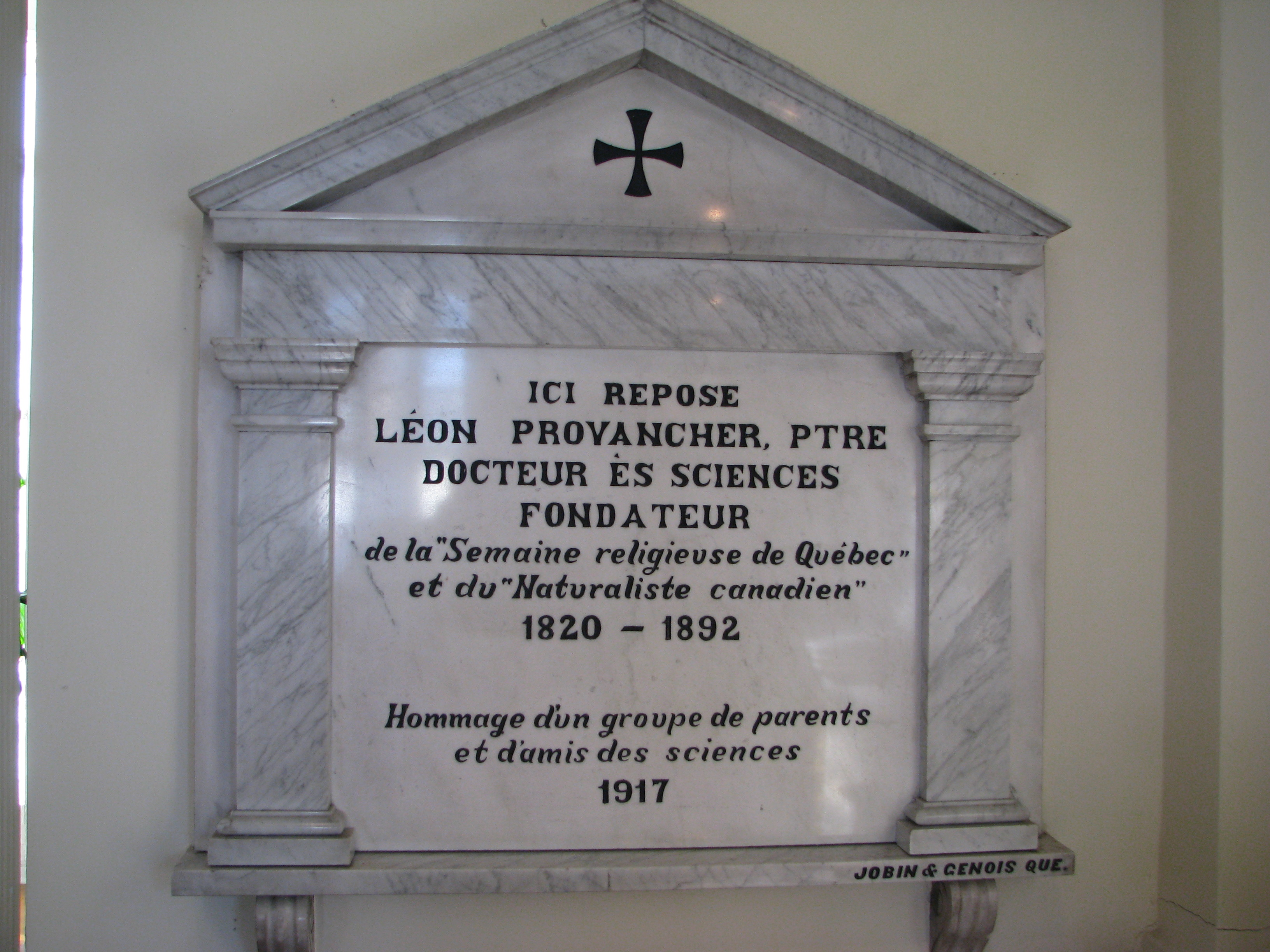
Monumento funerario de Léon Provancher, Cap-Rouge

- "Traité élémentaire de Botanique". Quebec, 1858
- "Flore canadienne". Dos vols. Quebec, 1862
- "Le Verger Canadien". Quebec, 1862
- "Le Verger, le Potager et le Parterre". Quebec, 1874
- "Faune entomologique du Canada". Tres vols. 1877-90
- "De Québec à Jérusalem". 1884
- "Une Excursion aux Climats tropicaux". 1890
- "Les Mollusques de la Province de Québec"

- La abreviatura «Prov.» se emplea para indicar a Léon Provancher como autoridad en la descripción y clasificación científica de los vegetales.[1]